# Танкова бригада СС «Ґросс»
Танкова бригада СС «Ґросс» (нім. SS-Panzer-Brigade "Groß") — німецьке військове формування, танкова бригада у складі військ Ваффен-СС, що брала участь у бойових діях на Східному фронті під час Другої світової війни.

## Історія
Влітку 1944 року на полігоні «Зеєлагер» близько Вентспілса перебувало кілька танкових навчально-запасних підрозділів СС. У перші дні серпня 1944 року на основі цих частин і 1-ї роти 103-го важкого танкового батальйону СС була утворена Танкова бригада СС «Ґросс».
Створення бригади було закінчено за три дні. До початку боїв в її складі було близько 2 500 чоловік, 30 важких танків і 12 штурмових гармат. 8 серпня бригада була введена в бій проти радянської кавалерії у Лібави. В середині серпня бригада була надана Бойовій групі «Штрахвітц».
Після розгрому німецьких військ в Прибалтиці вона вела бої в районі Данцига, а потім, після великих втрат, відведена в навчальний табір «Штейнгаґен» в Вестфалії і в кінці 1944 року розформована. Рота 103-го важкого танкового батальйону СС повернулася в Германський корпус СС. Частина техніки і військовослужбовців пішли на поповнення 1-ї, 2-ї, 9-ї, 12-ї танкових дивізій СС.

## Командири
- Оберштурмбаннфюрер СС Мартін Гросс (серпень — листопад 1944)

## Склад
- Штаб бригади
- 1-й піхотний батальйон СС
- 2-й піхотний батальйон СС
- Танковий батальйон СС «Ґросс»
- 1-й батальйон штурмових гармат СС
- 1-й самохідний розвідувальний батальйон СС «Ґросс»
- Зенітна батарея СС
- Саперна рота СС